# Knoten Wiener Neustadt
Het Knoten Wiener Neustadt is een snelwegknooppunt in de Oostenrijkse deelstaat Neder-Oostenrijk. Op dit knooppunt sluit de S4 aan op  de A2 .

## Bouwvorm
Het knooppunt is een trompetknooppunt.

## Bijzonderheid
In het knooppunt zit de afrit Wiener Neustadt-Ost verweven.